# Oso Ighodaro
Osasere Benjamin "Oso" Ighodaro (Mesa, Arizona; 14 de julio de 2002) es un baloncestista estadounidense que pertenece a la plantilla de los Phoenix Suns de la NBA. Con 2,13 metros de estatura, juega en la posición de pívot.

## Trayectoria deportiva

### Universidad
Jugó cuatro temporadas con los Golden Eagles de la Universidad Marquette, en las que promedió 9,9 puntos, 5,3 rebotes], 2,1 asistencias y 1,2  tapones por partido. En sus dos últimas temporadas fue incluido en el segundo mejor quinteto de la Big East Conference. Fue además incluido en el segundo equipo Academic All-America, que reconoce a los mejores estudiantes-atletas que destaquen en ambas disciplinas.

#### Estadísticas
| Año     | Equipo    | PJ  | PT | MPP  | %TC  | %3P  | %TL  | RPP | APP | ROB | TPP | PPP  |
| ------- | --------- | --- | -- | ---- | ---- | ---- | ---- | --- | --- | --- | --- | ---- |
| 2020–21 | Marquette | 5   | 0  | 7.6  | .750 | —    | .000 | 1.2 | .4  | .2  | .2  | 1.2  |
| 2021–22 | Marquette | 32  | 0  | 18.2 | .676 | —    | .738 | 3.3 | .9  | .6  | .9  | 5.5  |
| 2022–23 | Marquette | 36  | 36 | 31.1 | .660 | —    | .541 | 5.9 | 3.3 | .9  | 1.5 | 11.4 |
| 2023–24 | Marquette | 36  | 36 | 32.5 | .576 | .000 | .623 | 6.9 | 2.9 | 1.1 | 1.3 | 13.4 |
| Total   | Total     | 109 | 72 | 26.7 | .624 | .000 | .616 | 5.3 | 2.3 | .8  | 1.2 | 9.9  |

### Profesional
El 27 de junio fue elegido en la cuadragésima posición del Draft de la NBA de 2024 por los Portland Trail Blazers, pero esa misma noche fue traspasado a los Phoenix Suns. El 4 de julio firmó su primer contrato profesional con los Suns.

## Estadísticas de su carrera en la NBA

### Temporada regular
| Año     | Equipo  | PJ | PT | MPP  | %TC  | %3P  | %TL  | RPP | APP | ROB | TPP | PPP |
| ------- | ------- | -- | -- | ---- | ---- | ---- | ---- | --- | --- | --- | --- | --- |
| 2024-25 | Phoenix | 61 | 6  | 17.1 | .604 | .000 | .580 | 3.6 | 1.2 | .5  | .5  | 4.2 |
| Total   | Total   | 61 | 6  | 17.1 | .604 | .000 | .580 | 3.6 | 1.2 | .5  | .5  | 4.2 |